# 豊前街道南関御茶屋跡

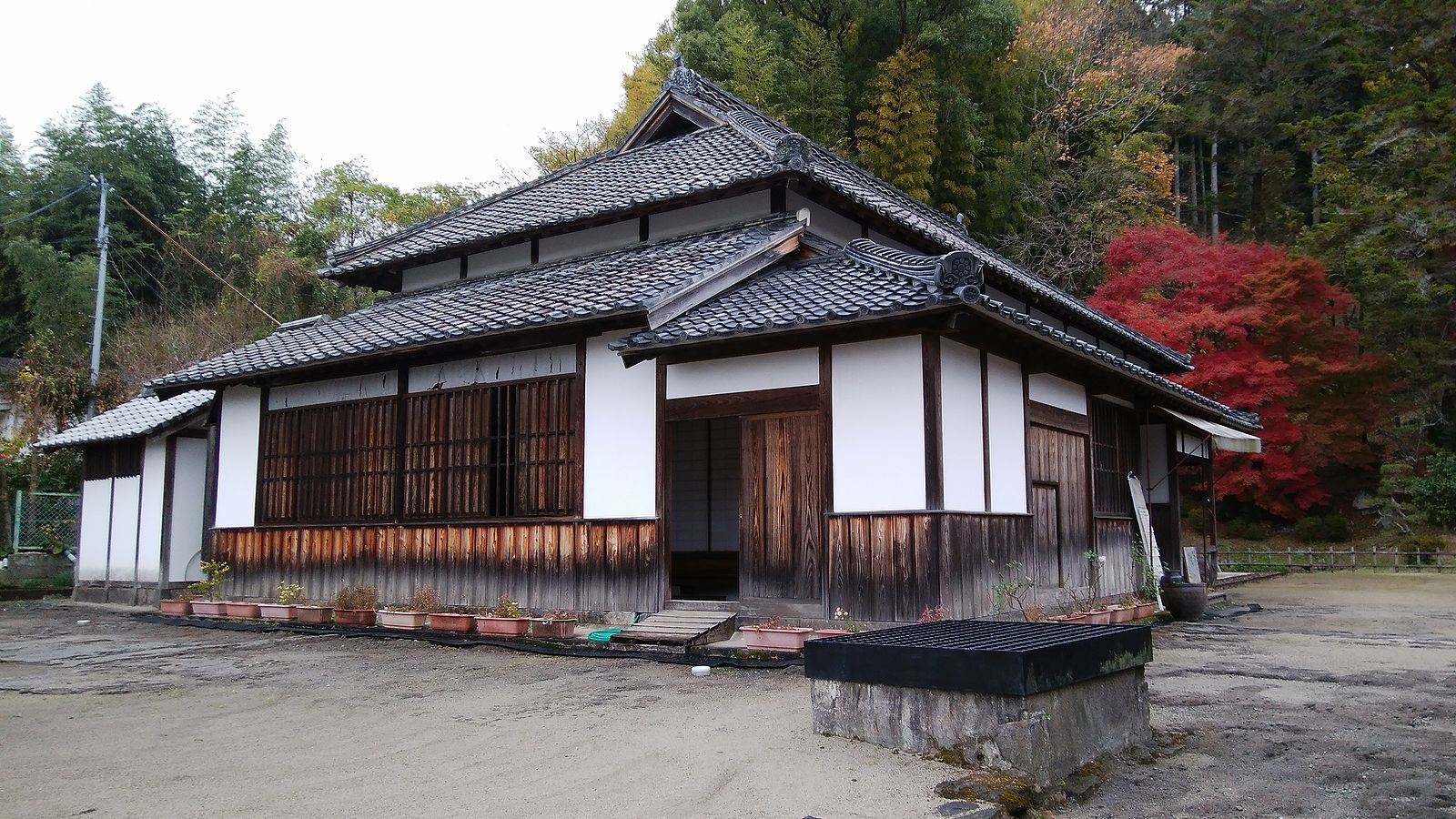
南関御茶屋跡

豊前街道南関御茶屋跡（ぶぜんかいどうなんかんおちゃやあと）とは、熊本県玉名郡南関町にある国指定の史跡である。本項では御茶屋跡と称する。
この御茶屋跡は、1852年（嘉永5年）正月頃に完成したもので、参勤交代時に藩主の休憩所、宿泊所として用いられた建物である。2003年（平成15年）8月、腹切坂とともに国の史跡に指定され保存修理により、2004年（平成16年）度に修理が完了。2005年（平成17年）5月13日オープンした。修理金はおよそ1億1400万円だった。

## 沿革
南関は、古代には官道が通り、大水駅が置かれ、国境警備のための関が設けられたとされる地であり、古来、交通の要衝として発展した。関所はその後も機能し、現在の地名に通じる「みなみのせき」が定着したといわれている。道路は、近世においても豊前街道として利用され、江戸時代には参勤交代の道としてもおおいに利用された。参勤交代に際しては肥後国内における最後の休憩地、宿泊地であり、そのため、藩主はじめ藩士のための御茶屋が設置された。寛永17年（1640年）の記録では、御茶屋の建替工事が長期にわたっていることが記されるところから、江戸時代初期から施設の整備がなされていたことがわかる。
現在の建物は、嘉永3年（1850年）に起工し、嘉永5年に竣工したもので、『瀬上文書』「南関御茶屋新規建て方見積り」によれば、改修理由は従来の建物が古くなり、また、狭く、間取りも悪かったためとされる。『永青文庫』「町在」および『木下文庫』「木下助之日記」により、建替工事に携わった人々の概要や工事の中身、また、各村々から拠出した人夫の数などがうかがい知れる。なお、鹿児島から江戸に渡る途中の篤姫も訪れ、休息をとっている。
明治時代以降は、民家や旅館などとして利用されていたといわれる。1932年（昭和7年）には北原白秋の歓迎会が行われている。昭和の後半より老朽化が顕著となり、多くの人々から忘れられた存在であった。

## 遺構概要および史跡指定

### 遺構の概要
現存の建物は、南北に長い造りで、北から御居間、御次の間、三の間と配される。御居間の改修、また玄関棟の欠損はあるものの、建物全体としては当時の御茶屋の姿が良好に遺存している。屋根には、藩主細川氏の九曜紋をあしらった鬼瓦や軒瓦が葺かれており、建物北には小規模な庭園も造られている。柱も多くは当時のままである。
御茶屋は、「御客屋」とも呼ばれ、文献資料には両様に記載されるが、一般的には「御茶屋」と呼称されていたものと考えられる。誤解されやすいが、決して茶を販売していたわけではなく、武士のための宿泊、休憩施設であった。

### 史跡指定
近世の街道沿いの御茶屋跡が現存し、当時の建物構造を残していることは、交通史上貴重であり、平成15年（2003年）、整備が進められている豊前街道と一体的に保存すべき物件として、建物の保存の緊急性によって、街道整備に先んじて国の史跡に指定された。現在も遺構の約7割が嘉永年間のものを受け継いでいる。

### 保存事業における出資比
- 南関町：6割 国：3割 県：1割

### ボランティアガイド
南関町宿場町伝楽人というボランティア団体が管理している。常に40名前後のボランティアガイドが在籍し、当番制で出勤している。

## 所在地
- 熊本県玉名郡南関町大字関町1141-2
- 中央公民館裏階段上、旧南関第一保育園横

## 交通アクセス
- 玉名駅もしくは新玉名駅から九州産交バス南関上町ゆきに乗り換え南関ターミナル下車、徒歩2分（200m）
- 大牟田駅もしくは新大牟田駅から西鉄バス南関町役場行きに乗車し「南関」下車、徒歩5分（410m）。
- 九州自動車道南関インターチェンジから1.7㎞。

## イベント
御茶屋跡が整備されてから、民家などで開催されていたイベントがここで行われるようになった。
- 北原白秋生誕祭 in 母の里なんかん
- バラ展
- 菊花展
- 観月会
- 七夕まつり
- ふるさと関所まつり『御茶屋跡の陣』